# Sale and lease-back
Il sale and lease-back, in italiano "vendita con patto di locazione" è una particolare forma di finanziamento di un'azienda che consiste in un contratto di vendita di un bene stipulato tra il soggetto che lo possiede e l'istituzione finanziaria che contestualmente lo assegna in locazione finanziaria (o leasing finanziario) al cedente; il cedente pertanto si trasforma da proprietario del bene ad utilizzatore. Come in tutti i contratti di leasing, anche nel contratto di lease-back l'utilizzatore ha la possibilità di riscattare il bene al termine del contratto di locazione (diritto d'opzione d'acquisto).
Possono essere oggetto di cessione sia beni materiali che immateriali, anche se per questi ultimi esistono vincoli legislativi circa la durata minima del leasing.
Pur essendo una forma contrattuale atipica, la Corte di cassazione ne ha riconosciuto la validità (Cass. 21042/2017) - fermo restando la necessità di verificare caso per caso l’assenza di elementi patologici- ed una sua piena autonomia causale rispetto ad altre fattispecie contrattuali con le quali presenta dei punti di contatto.
Il lease-back consente all'alienante di liberare capitali altrimenti immobilizzati in mezzi aziendali ottenendo liquidità pur conservandone l'utilizzo contro la corresponsione all'istituto erogante il leasing dei canoni mensili.
Tipici esempi di contratti di lease-back possono essere:
- la cessione di immobili o di impianti produttivi;
- la cessione di una flotta aziendale di automezzi che si intende continuare ad utilizzare tramite un contratto di leasing;
- la cessione della proprietà di un marchio pur continuando ad averne i diritti di utilizzo;

La funzione del contratto è essenzialmente quella di finanziamento e, in correlazione ad essa, per lungo tempo si è dubitato della sua compatibilità con il divieto del patto commissorio.
Esso ha avuto notevole successo nella pratica soprattutto a causa dei notevoli vantaggi tributari che potevano lucrarsi per suo tramite.